# Ivanečki Vrhovec
Ivanečki Vrhovec is een plaats in de gemeente Ivanec in de Kroatische provincie Varaždin. De plaats telt 357 inwoners (2001).